# شهرستان سایر (ویسکانسین)
شهرستان سایر، ویسکانسین (به انگلیسی: Sawyer County, Wisconsin) یک سکونتگاه مسکونی در ایالات متحده آمریکا است که در ویسکانسین واقع شده‌است.

## خصوصیات
شهرستان سایر ۳٬۴۹۶٫۵ کیلومترمربع مساحت دارد.